# Hovkrats

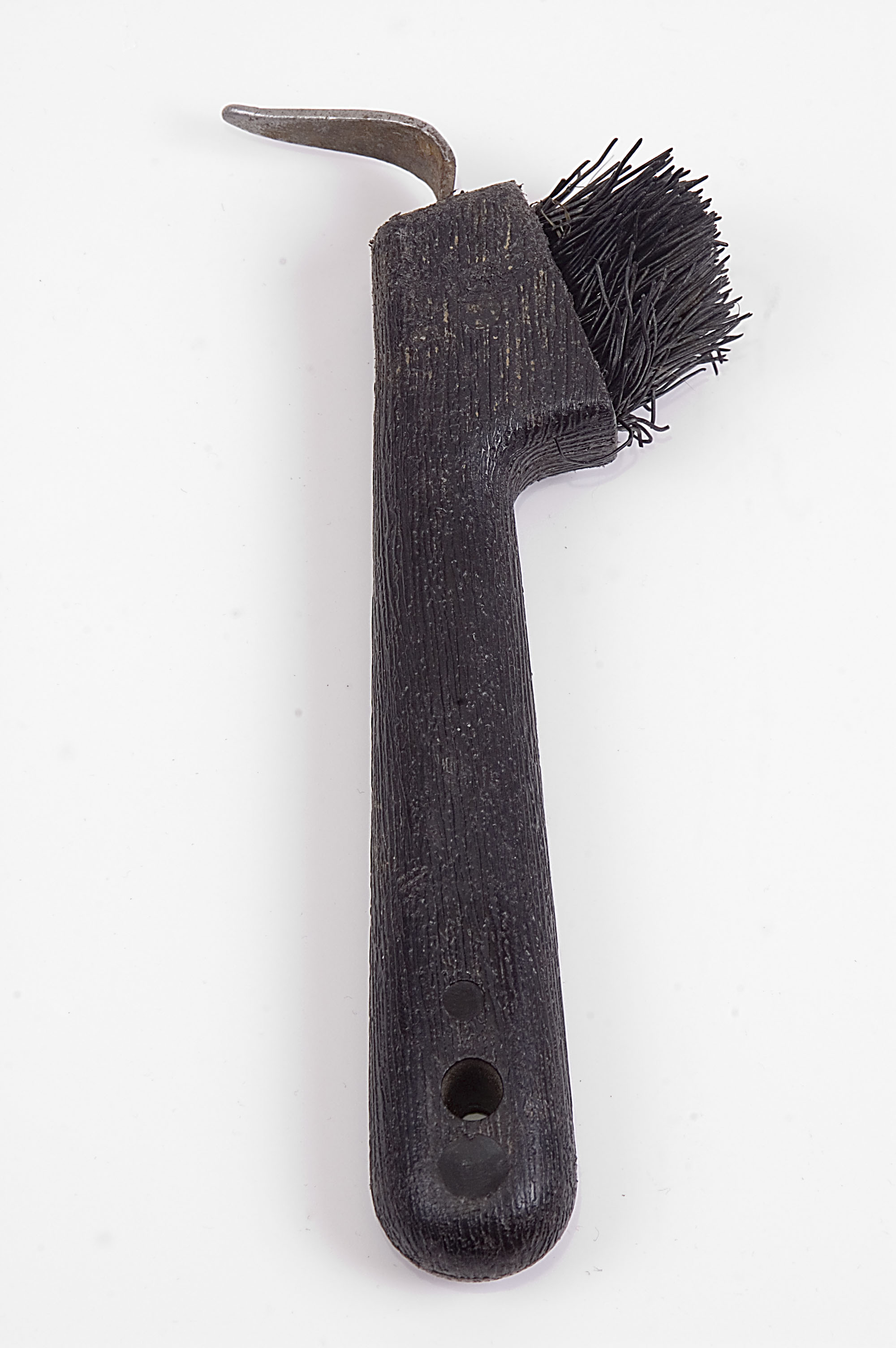
Hovkrats med borste

Hovkrats, redskap för att kratsa (rensa) en hästs hov ren från stenar och annat som kan ha fastnat i hästens sko. Ser ungefär ut som en pinne med en hake på. Oftast gjorda i metall. Numera finns det moderna hovkratsar, gjorda i plast, med själva "kroken" som man kratsar med på ena sidan och en hård borste på andra sidan så att man kan borsta ur överflödig grus och jord.